# La Femme hémorroïsse

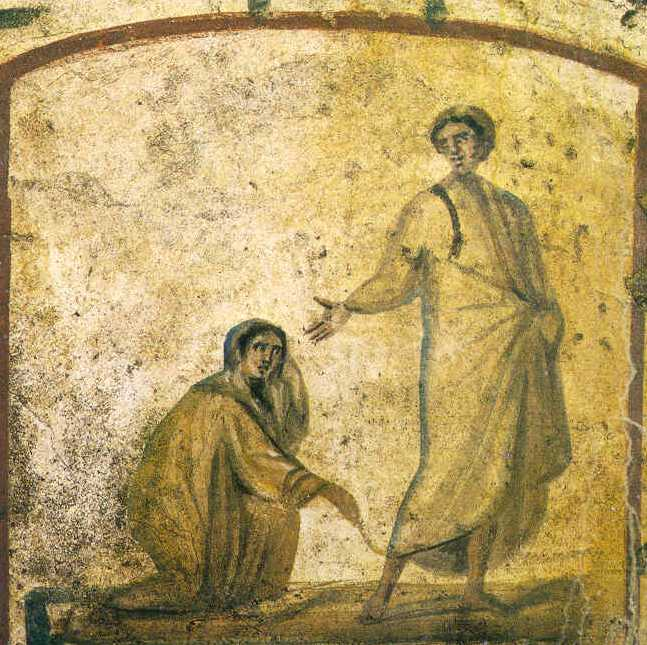
Le Christ guérissant la femme hémorroïsse, peinture dans les catacombes de Rome.

La Femme hémorroïsse est un miracle de Jésus-Christ raconté dans trois évangiles dont bénéficie une femme, symbole de la foi vivante et guérissante, tout comme pour le miracle sur la fille de Jaïre, décrit dans le même chapitre. 

## Texte

### Évangile de Jésus-Christ selon saint Matthieu, chapitre 9, versets 20-22
« Et voici, une femme atteinte d'une perte de sang depuis douze ans s'approcha par derrière, et toucha le bord de son vêtement. Car elle disait en elle-même: Si je puis seulement toucher son vêtement, je serai guérie. Jésus se retourna, et dit, en la voyant : Prends courage, ma fille, ta foi t'a guérie. Et cette femme fut guérie à l'heure même. »
Traduction de la Bible Louis Segond.

### Évangile selon saint Marc, chapitre 5, versets 25-34
« Or, une femme atteinte d'un flux de sang depuis douze années, qui avait beaucoup souffert du fait de nombreux médecins et avait dépensé tout son avoir sans aucun profit, mais allait plutôt de mal en pis, avait entendu parler de Jésus ; venant par derrière dans la foule, elle toucha son manteau. Car elle se disait : “Si je touche au moins ses vêtements, je serai sauvée.” Et aussitôt la source d'où elle perdait le sang fut tarie, et elle sentit dans son corps qu'elle était guérie de son infirmité. Et aussitôt Jésus eut conscience de la force qui était sortie de lui, et s'étant retourné dans la foule, il disait “Qui a touché mes vêtements ?” Ses disciples lui disaient : “Tu vois la foule qui te presse de tous côtés, et tu dis : Qui m'a touché ?” Et il regardait autour de lui pour voir celle qui avait fait cela. Alors la femme, craintive et tremblante, sachant bien ce qui lui était arrivé, vint se jeter à ses pieds et lui dit toute la vérité. Et il lui dit : “Ma fille, ta foi t'a sauvée ; va en paix et sois guérie de ton infirmité”. »
Traduction de la Bible de Jérusalem.

## Interprétation
Pour saint Pierre Chrysologue, les deux miracles racontés en même temps de cette femme hémorroïsse et de celui de la fille de Jaïre, sont tous les deux symboles de la foi. La foi montrée par cette femme qui se trouve juste digne de toucher le bas du vêtement du Christ ; et, la foi donnée par Jésus en accomplissant des signes évidents démontrant son lien divin, et, par ce fait, l'existence de Dieu.

## Rapprochement
La tradition chrétienne rapproche la femme hémorroïsse de sainte Véronique à l'origine du voile lors de la Passion du Christ. Dans l’évangile apocryphe de Nicodème, il est question d'une certaine Bérénice qui est également guérie par Jésus de ses hémorragies, et dont le nom possède une étymologie commune avec Véronique.  